# A Heroine of '76
A Heroine of '76 è un cortometraggio muto del 1911 diretto da Edwin S. Porter, Phillips Smalley e Lois Weber. Fu il primo film da registi per Smalley e Weber, che si erano sposati nel 1906 e che collaboreranno a lungo in futuro, dirigendo, interpretando e sceneggiando numerosi film. Porter, al contrario, era all'epoca uno dei registi con più esperienza, avendo esordito nel 1898.

## Trama
Durante la rivoluzione americana, mentre si trova nella locanda di suo padre, una giovane viene a conoscenza di un piano per assassinare il generale George Washington.

## Produzione
Edwin Porter, nel tentativo di resistere al nuovo sistema industriale nato dalla popolarità dei nickelodeon, lasciò Edison ed entrò insieme ad altri nella nuova Rex. La nuova compagnia, che chiuse poi nel 1917, produsse in sei anni di attività 552 pellicole: il primo film prodotto nel 1911 fu A Heroine of '76.

## Distribuzione
Distribuito dalla Motion Picture Distributors and Sales Company, il film - un cortometraggio in una bobina - uscì nelle sale statunitensi il 16 febbraio 1911.
Non si conoscono copie ancora esistenti della pellicola che viene considerata presumibilmente perduta.
Nel 1914, ne sarebbe stato fatto un remake,  Washington at Valley Forge, diretto e interpretato da Francis Ford con Grace Cunard.